# Kurden in Syrien
Die Kurden in Syrien sind die größte ethnische Minderheit des Landes. Ihr genauer Anteil an der Bevölkerung ist unklar und wird je nach Quelle unterschiedlich (8 bis 15 %) angegeben. Fast alle syrischen Kurden gehören dem sunnitischen Islam an; daneben gehören einige auch zu den Jesiden oder zu anderen Religionsgemeinschaften.
Mit der Volkszählung von 1962 in al-Hasaka verloren über 100 000 Kurden die syrische Staatsbürgerschaft. In Syrien unterscheidet man zwischen „Ajanib“ (arabisch أجانب adschanib), registrierten Ausländern, und „Maktumin“, die behördlich nicht erfasst sind. Mit Präsidialerlass Nr. 49 vom 7. April 2011 war zwar den Ajanib der Erwerb der syrischen Staatsbürgerschaft erleichtert worden. Bis Ende September 2011 sind nach Angaben des syrischen Innenministeriums 51.000 Wiedereinbürgerungen vorgenommen worden. Doch beinahe 200 000 Kurden aus Syrien sind weiterhin staatenlos.

## Demografie
Syriens Kurden leben hauptsächlich entlang der Grenze zur Türkei in Nordostsyrien, diese Region erstreckt sich über den größeren Teil des Gouvernements al-Hasaka. Die größten Städte der Region sind Qamischli und al-Hasaka. Eine andere Region mit einer signifikanten kurdischen Bevölkerung ist Ain al-Arab (Kobanê) in Nordsyrien in der Nähe der Stadt Dscharābulus und Kurd Dagh im Nordwesten, rund um die Stadt Afrin im Gouvernement Aleppo. Die Region Kurd Dagh erstreckt sich bis zu den türkischen Landkreisen İslahiye und Kırıkhan. Auch leben viele Kurden in den Großstädten wie Aleppo und Damaskus. Die kurdisch bewohnten nördlichen und nordöstlichen Teile Syriens werden auf kurdisch „Kurdistana Binxetê“ (Kurdistan unter der Grenze) oder „Rojava“ (Westkurdistan) genannt.
Das US State Department geht von einem kurdischen Anteil von 9 % an der Bevölkerung aus, die CIA von 10 %, die Gesellschaft für bedrohte Völker von 12 % und der Sonderberichterstatter der Vereinten Nationen für das Recht auf Nahrung Olivier de Schutter von 10 bis 15 %.

## Geschichte
Die Geschichte der syrischen Kurden beginnt mit der Auflösung des Osmanischen Reiches nach 1918 und der Gründung Syriens, das erst ein französisches Mandat war und 1946 unabhängig wurde. 1957 gründeten Osman Sebrî und andere kurdische Politiker mit der Demokratischen Partei Kurdistan-Syrien die erste kurdische Partei in Syrien. Die Ziele der DPKS waren die Förderung der kurdischen kulturellen Rechte, wirtschaftlicher Fortschritt und demokratischer Wandel. Die DPKS wurde vom Staat nie legal anerkannt und blieb eine Untergrundorganisation. Nach einer Razzia 1960 wurden die beiden Führer Osman Sebrî und Nur al-Din Zaza verhaftet, wegen Separatismus angeklagt und eingesperrt. Darauf spaltete sich die Partei in je eine Bewegung unter Sabri und Zaza.

### Volkszählung von 1962
Nach dem Scheitern der Union mit Ägypten 1961 erklärte sich Syrien laut Verfassung zu einer Arabischen Republik. Am 23. August 1962 führte die Regierung eine außerordentliche Volkszählung in der Dschazira durch. Als Ergebnis wurden 120.000 Kurden (ca. 20 % der kurdischen Bevölkerung in Syrien) in der Dschazira zu Ausländern erklärt. Sie konnten nicht wählen, Besitz erwerben oder in amtlichen Stellen Arbeit annehmen. Die Volkszählung fand aufgrund des „Dekrets Nr. 93“ in der damaligen Provinz al-Hasaka statt. Die treibende Kraft hinter dem Beschluss war deren Gouverneur Saʿid as-Saiyid. Tatsächlich hatten die Bewohner syrische Ausweise und sie wurden aufgefordert, diese auszuhändigen, damit sie erneut syrische Staatsbürger werden könnten. Diejenigen, die das taten, bekamen sie nicht zurück. Es wurde eine Medienkampagne gegen die Kurden mit Slogans wie Rettet das Arabertum in der Dschazira! und Bekämpft die kurdische Bedrohung! gestartet. Diese Politik fiel mit dem Aufstand Mustafa Barzanis in Irakisch-Kurdistan und der Entdeckung von Ölreserven in den kurdischen Gebieten Syriens zusammen. Im Juni 1963 nahm Syrien an einer Militäraktion der Iraker gegen die Kurden teil und sorgte für Flugzeuge, gepanzerte Fahrzeuge und 6000 Mann. Syrische Truppen überquerten die irakische Grenze und bewegten sich auf Zaxo zu, um Barzanis Kämpfer zu verfolgen.

#### Begründung
Die syrische Regierung begründete die außerordentliche Volkszählung damit, dass Kurden aus den Nachbarländern, besonders der Türkei, illegal die Grenze überschritten hätten. Weiterhin behauptete sie, dass diese Kurden sich dort ansiedelten und so nach und nach die Mehrheit in Städten wie Amude und Qamischli ausmachten. Auch sagte sie, dass viele es schafften, sich illegal in die syrischen Einwohnerregister einzuschreiben. Des Weiteren spekulierte die Regierung, dass Kurden vorhätten, sich anzusiedeln und Besitz zu erwerben, besonders nach den landwirtschaftlichen Gesetzesreformen, um von der Neuverteilung der Ländereien zu profitieren.
Wegen dieser wachsenden illegalen Einwanderung führte die Regierung am 5. Oktober 1962 die Volkszählung durch, mit dem Ziel die Register zu reinigen und die illegalen Einwanderer zu identifizieren. Am Ende wurden mehr als 120.000 Kurden als Fremde identifiziert und in speziellen Registern geführt. Die restlichen überprüften Bürger wurden in neue zivile Melderegister übertragen. Mittlerweile ist die Zahl der staatenlosen Kurden in Syrien auf mehr als 200.000 angestiegen.
Die staatenlosen Kurden werden in zwei Gruppen geteilt, die adschanib (arab.: „Ausländer“) und maktumin (arab.: „versteckt“). Adschanib erhalten standesamtliche Identitätsdokumente, maktumin nur in Ausnahmefällen Identitätsbescheinigungen von ihrem zuständigen Bürgermeister (muhtar). Maktumin sind staatlichen Restriktionen in höherem Ausmaß als adschanib unterworfen, so erhalten sie keine Schulabschlusszeugnisse und dürfen kein Hochschulstudium aufnehmen.
Abdullah Öcalan legitimierte später diese Haltung Syriens zu den Kurden. Im Jahr 1996 erklärte Öcalan öffentlich, dass es keine originäre kurdische Bevölkerung in Syrien gebe. Die dortigen Kurden seien Flüchtlinge aus der Türkei, die froh sein würden, zurückzukehren.

#### Kritik
Nach Human Rights Watch (HRW) soll nach einigen Aussagen die außergewöhnliche Volkszählung willkürlich durchgeführt worden sein. So seien die Mitglieder ein und derselben Familie unterschiedlich eingestuft worden. Manche Mitglieder derselben Familie wurden zu Staatsbürgern erklärt, während andere als Ausländer deklariert wurden, was die Ungenauigkeit des Vorgangs nahelegt; HRW behauptet auch, dass manche Kurden, die den Wehrdienst geleistet hatten, ihre Staatsbürgerschaft verloren, während andere, die die Beamten bestochen hatten, sie behalten durften. So soll die syrische Regierung gemäß Human Rights Watch viele ursprünglich kurdische Einwohner zu Fremden erklärt und folglich ihre Menschenrechte verletzt haben, als sie ihnen die syrische Staatsbürgerschaft entzog. Staatenlose Kurden haben nicht die Möglichkeit, legal in ein anderes Land auszuwandern, weil sie keine Papiere haben. In Syrien dürfen sie nicht in staatlichen Behörden und Unternehmen beschäftigt werden und sie dürfen legal keinen syrischen Staatsangehörigen heiraten. Kurden mit dem Status eines Ausländers haben nicht das Recht zu wählen oder sich zur Wahl zu stellen.

### Arabischer Gürtel
1965 entschied die syrische Regierung, einen “Arabischen Gürtel” (al-hizām al-ʿarabi) in der Dschazira entlang der türkischen Grenze zu errichten. Der Gürtel war 350 km lang und 10–15 km breit und erstreckte sich von der irakischen Grenze im Osten bis nach Ras al-Ain im Westen. Die Durchführung des Planes begann 1973 und es wurden beduinische Araber in den kurdischen Gebieten angesiedelt. Alle Ortsnamen des Gebietes wurden arabisiert. Kurdisch wurde erst an Schulen verboten, dann am Arbeitsplatz, ebenso wurden kurdische Medien verboten. Des Weiteren wurden die Kurden in den Geschichtsbüchern nicht mehr genannt. Gemäß dem ursprünglichen Plan sollten etwa 140.000 Kurden in die südlichen nahen Wüsten bei Al-Raad deportiert werden. Obwohl die kurdischen Bauern enteignet wurden, weigerten sie sich wegzuziehen und ihre Häuser aufzugeben. Unter diesen Bauern durften diejenigen, die man zu Ausländern erklärt hatte, keinen Besitz haben, keine Häuser reparieren oder neue Häuser bauen. Ein Dekret vom Jahre 1992 verbot die Registrierung von Kindern mit einem kurdischen Vornamen. Kurdische Kulturzentren und Bücherläden waren auch verboten.

### Kurdische Unruhen in Syrien

#### Die 1986-Demonstrationen

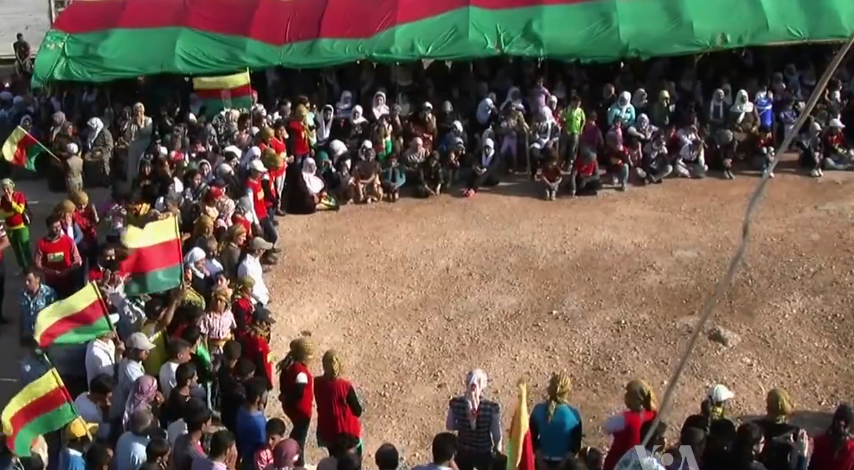
Kurdische Beerdigung in Afrin

Im März 1986 versammelten sich tausende Kurden in traditioneller Kleidung im kurdischen Viertel von Damaskus, um das Frühlingsfest Nouruz zu feiern. Die Polizei warnte sie, dass das Tragen kurdischer Trachten verboten sei, und feuerte in die Menge; dabei starb eine Person. An der Beerdigung in Qamischli nahmen rund 40.000 Kurden teil. Auch in Afrin wurden drei Kurden während der Newroz-Demonstrationen getötet.
Bei der Niederschlagung von Unruhen konnte das baathistische Regime trotzdem auf die Hilfe kurdischer Spezialeinheiten zurückgreifen. Zu den Spezialkräften, die dem Bruder des Präsidenten, Rifaat al-Assad, unterstanden, gehörten neben alawitischen auch getrennt organisierte kurdische Einheiten. Sie halfen bei der Niederschlagung von Aufständen 1980 in Aleppo und 1982 in Hama, beim Massaker von Hama wurden Kurdisch-Sprecher von den Soldaten verschont.

#### Unruhen im März 2004
Nach einem Zwischenfall in einem Fußballstadion in Qamischli starben bei Unruhen, die am 12. März begannen, 30 Menschen und 160 wurden verletzt. Kurdische Quellen deuteten an, dass syrische Sicherheitskräfte nach Zusammenstößen während eines Fußballspieles zwischen örtlichen kurdischen Fans der Heimmannschaft und arabischen Fans der Mannschaft aus der Stadt Deir ez-Zor scharfe Munition gegen Zivilisten einsetzten. Die internationale Presse berichtete über neun Tote am 12. März. Laut Amnesty International wurden hunderte Menschen, überwiegend Kurden, nach den Unruhen verhaftet. Kurdische Häftlinge berichteten über Folter und Misshandlungen. Einige kurdische Studenten wurden von ihren Universitäten verwiesen, weil sie an friedlichen Protesten teilgenommen hatten.

## Bürgerkrieg in Syrien
Im Zuge des Arabischen Frühlings 2011 kam es ab März 2011 auch in Syrien zu Demonstrationen und Unruhen, die in einen syrischen Bürgerkrieg mündeten, der von ausländischen Staaten mit Waffenlieferungen angeheizt wird. Die kurdischen Gebiete im Norden blieben anfangs ruhig und die Kurden beteiligten sich nicht im großen Stil an den Aktionen. Die Kurden sind politisch zersplittert, was noch durch die Anwesenheit der PKK, die gegen die Türkei kämpft, verschärft wird. Die PKK hat in Syrien mit der Partiya Yekîtiya Demokrat eine Schwesterpartei. Ein Teil der Kurden steht der irakischen Demokratische Partei Kurdistans Masud Barzanis nahe. Die Demokratische Partei Kurdistan-Syrien und ihre Nachfolgeparteien sind nur um Qamischli herum dominant. Wichtig ist noch die Zukunftsbewegung von Maschaal Tammo, die als einzige kurdische Partei Mitglied im Syrischen Nationalrats (SNR) ist. Zwischen den restlichen Parteien und der SNR besteht keine Einigkeit, so dass die Kurden den Kurdischen Nationalrat (KNR) gründeten. Die Zukunftsbewegung und die Partiya Yekîtiya Demokrat (PYD) waren keine Gründungsmitglieder des KNR.
Am Anfang der Aufstände gab das syrische Ministerium für Arbeit und Soziales am 7. März 2011 bekannt, dass Kurden, die keine syrische Staatsbürgerschaft besitzen, ab sofort ein Recht auf Arbeit hätten. Am zweiten Aprilwochenende 2011 wurde bekannt gegeben, dass diejenigen Kurden innerhalb Syriens, welche über keinerlei Staatsbürgerschaft verfügen, die syrische erhalten sollten. Dies betrifft aber nur registrierte Staatenlose (adschanib). Unregistrierte Staatenlose (maktumin) werden nicht berücksichtigt, die syrische Staatsbürgerschaft wird ihnen weiterhin vorenthalten.
Größere Demonstrationen fanden erst ab Oktober 2011 nach der Ermordung des kurdischen Politikers Maschaal Tammo in Qamischli statt. Die PYD hat in den westsyrischen Städten Afrin und Ain al-Arab die Kontrolle übernommen, was von der syrischen Regierung geduldet wird. Wegen dieser Duldung wird der PYD durch die anderen Kurden vorgeworfen, mit der Regierung zusammenzuarbeiten, was die PYD vehement abstreitet. Die PYD spricht der syrischen Regierung jegliche Legitimität ab und beschuldigt sie, das Land in einen Bürgerkrieg zu stürzen. Am 12. März, dem Jahrestag der Unruhen von 2004, und der Feier zum Newroz am 21. März gingen hunderttausende Kurden in mehreren Städten auf die Straße und demonstrierten gegen das Regime.
Um die wachsenden Spannungen zwischen der KNR und PYD abzubauen und um eine gemeinsame Linie zu finden, trafen sich Vertreter syrisch-kurdischer Parteien im Juli 2012 unter der Schirmherrschaft Masud Barzanis im nordirakischen Arbil. Am Ende des Treffens einigten sich die Seiten darauf, nicht gegeneinander vorzugehen und das Hohe Kurdische Komitee zu gründen, um über die weitere Strategie der kurdischen Organisationen zu bestimmen. Aufgrund der Truppenverlagerungen der syrischen Armee ins Landesinnere konnten die Kurden die Kontrolle über einige Städte übernehmen. So sollen die Kurden mittlerweile (Stand Dezember 2012) die Städte Ain al-Arab, Amude, Afrin, al-Qahtaniya, Raʾs al-ʿAin, al-Darbasiya, al-Dschawadiya, Maʿbada, Rumailan, Tall Tamr und al-Malikiye (Dêrik) kontrollieren.
Am 12. November 2013 beschloss die PYD zusammen mit anderen Gruppierungen im Norden Syriens eine Übergangsverwaltung aufzustellen, um den durch den Krieg entstandenen Missständen in Verwaltung und Versorgung der Bevölkerung zu begegnen. Anfang 2014 wurde in drei mehrheitlich kurdisch besiedelten Kantonen die Autonomie ausgerufen, diese schlossen sich unter dem Namen Rojava (kurd. für „Sonnenuntergang“. Eine Bezeichnung für West-Kurdistan) zu einem de facto unabhängigen Teilstaat zusammen. Aus kriegstaktischen Gründen erlaubte das Assad-Regime der PYD bereits vor der Autonomieerklärung, ihre eigenen Checkpoints, Schulen und Krankenstationen zu unterhalten.
Es folgten dann mehrere Schlachten gegen den Islamischen Staat (IS), der sich bedingt durch den Krieg große Teile Ost- und Mittelsyriens angeeignet hatte und eine neue Front im Bürgerkrieg eröffnete. Mitte 2014 hatte der IS das mittlere Kanton Kobanê fast vollständig erobert. Die Verteidiger hielten nur noch einige Stadtteile Kobanês, konnten aber mit alliierter Unterstützung der Anti-IS-Koalition die Stadt und das Kanton zurückerobern. Seit Anfang 2015 vergrößerten die Kurden auf Kosten des IS und teilweise anderer Rebellengruppen sukzessive ihr Gebiet. So erstreckt sich nun (Stand August 2016) Rojava, das nun auch Föderation Nordsyrien – Rojava genannt wird, fast entlang der kompletten syrisch-türkischen Grenze. Nur ein kleiner Streifen zwischen Afrin und Kobanê fehlt. Die Kurden sind als Teil der Demokratischen Kräfte Syriens die wirksamste Streitmacht der Alliierten gegen den IS geworden.

## Türkische Militäroffensive in Nordsyrien 2019
Im Zuge der türkischen Militäroffensive in Nordsyrien 2019 kommen die Kurden in Syrien unter Druck, und viele Zivilisten fliehen von der Grenze zur Türkei in das Landesinnere in die Gebiete am Euphrat.

## Menschenrechtssituation
Amnesty International berichtet, dass kurdische Menschenrechtsaktivisten unter dem Assad-Regime vor Ausbruch des Bürgerkriegs misshandelt und verurteilt wurden. Ferner durften nach Human Rights Watch die Kurden in Syrien bis zum Ausbruch des Bürgerkriegs im Jahr 2011 die kurdische Sprache nicht benutzen, ihren Kindern keine kurdischen Namen geben, keine Geschäfte unter nichtarabischen Namen eröffnen, keine privaten kurdischen Schulen gründen und keine kurdischen Bücher oder andere Schriften veröffentlichen.

## Bekannte Kurden
Bekannte syrische Kurden, die teilweise zur Zeit des Osmanischen Reiches geboren wurden, sind:
- Cegerxwîn
- Ciwan Haco
- Kamal Sido
- Mano Khalil
- Jan Dost
- Osman Sebrî
- Maschaal Tammo
- Salih Muslim